# USS 디파이언트 (NCC-1764, 거울 우주)
USS 디파이언트(영어: The USS Defiant / NCC-1764, Mirror Universe in Terran Empire)는 테란 엠파이어 소속의 가공의 함선으로 2155년 현재 활동 중이다. 조나단 아처 함장과 여제 호시 사토(Empress Hoshi Sato)의 지휘 아래, NX-09 어밴저(Avenger)함을 파괴하였다.

## 스타 트렉: ENT
스타 트렉 ENT의 시즌 4의 에피소드 18에서 처음 언급되며, 조나단 아처 함장의 지휘 아래 함선의 엔진을 가동하려 하였다. 그러나 쏠리언의 그물 등으로 방해를 받게 되고, 이에 페이저를 발사하여 쏠리언 함선을 파괴시킨 뒤 기지도 폭파시켜 발진한다.
이후 스타플릿에서 NX-09 ISS 어밴저를 중심으로 하는 반란이 일어나고, 그 반란에 의해 스타플릿에 등록되어 있는 사람들 중 수천 명이 반란군에 의해 죽음을 당한다. 이에 조나단 아처는 디파이언트를 이용하여 반란을 진압하려 한다.
그러나 NX-09 ISS 어밴저(ISS Avenger / '복수자'라는 뜻.)에 의해 손상을 입자, 다시 폭격을 가하여 파괴시킨다. 물론, ISS 어밴저는 완전히 두 동강이 났고, 그 안의 선원들과 장교를 비롯한 모든 사람들이 몰살당하였다.
그러나 반란군 진압을 이끈 조나단 아처 함장이 호시 사토에 의해 살해당하고 만다. 디파이언트는 워프 5.2 이상의 속력으로(당시 최고 속도는 워프 5.2였다.) 지구에 도착하였고, 제국의 정권이 뒤집어져 '여제 사토'가 등극한다.